# Vassili Gourko
Vassili Iossifovitch Gourko (en russe: Васи́лий Ио́сифович Гу́рко), né le 20 mai 1864 à Tsarskoye Selo et mort le 11 février 1937 en exil à Rome, est un général russe. Il a fait partie du haut commandement de l'armée impériale russe pendant la Première Guerre mondiale. Il a quitté la Russie après la révolution bolchévique.

## Biographie
Il est fils de Iossif Gourko et de Maria Andreïevna Gourko (Marie de Sailhas de Tournemire). Il a cinq frères : Vladimir Gourko (en), Dimitri Gourko, Eugene Gourko, Nikolaï Gourko et Alexeï Gourko. 
Il sort de l'académie du Corps des Pages en 1885, et sort de l'académie École militaire d'état-major Nicolas en 1892.
En 1901, il sert comme attaché militaire à Berlin. En 1904, il participe à la Guerre russo-japonaise, comme membre de l'état-major de l'armée impériale russe. En 1906, il commande une brigade de cosaques.
De 1906 à 1911, il sert à l'état-major général à Moscou. En 1911, il commande la 1re division de cavalerie. Il participe à la Bataille de Łódź (1914).

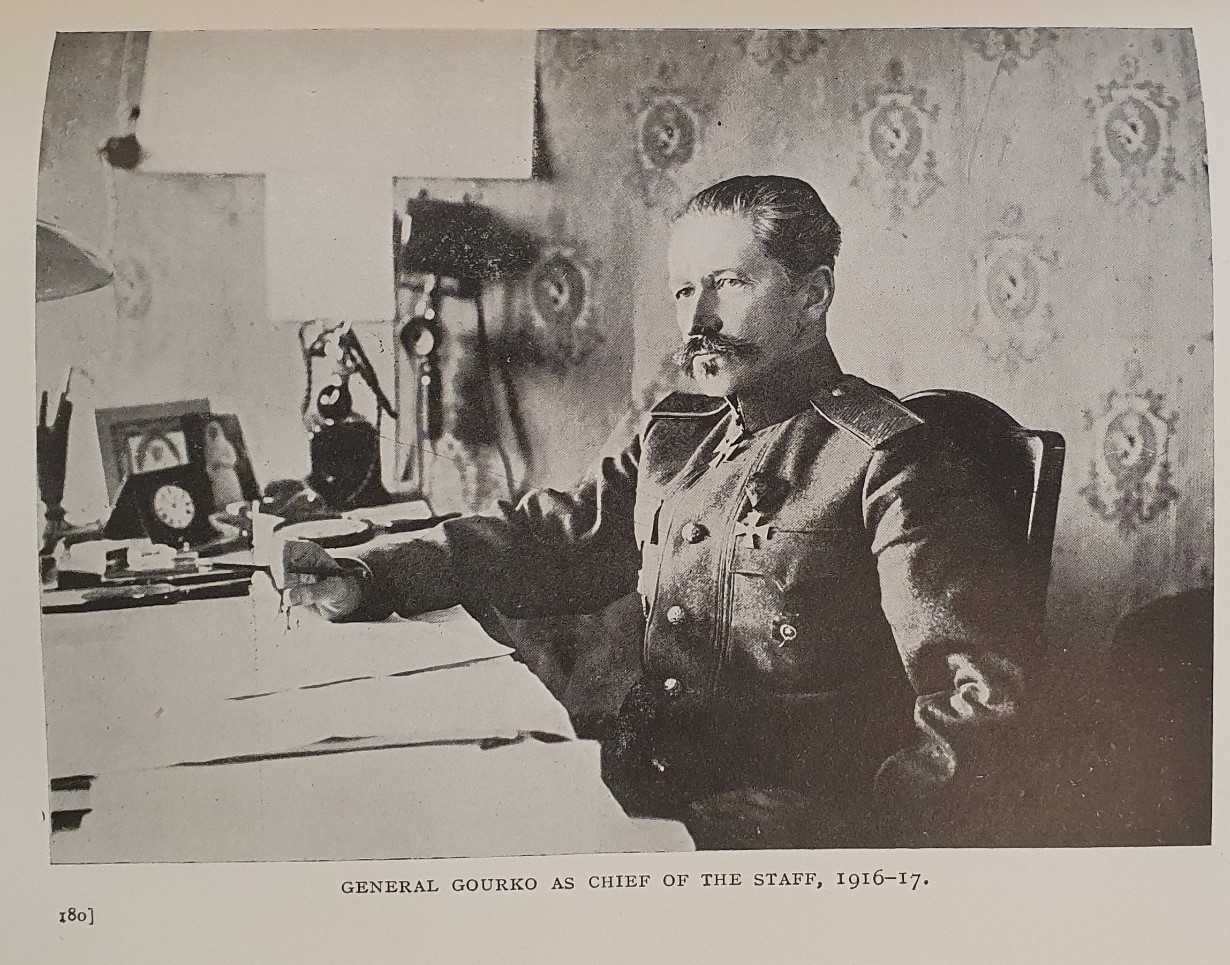
Le général Gourko photographié comme chef d'Etat-Major en 1916-1917.

Durant la Première Guerre mondiale, il participe comme général de VIe corps d'armée à la Bataille de Bolimov en 1915. En 1916, il commande la 5e armée russe. En octobre 1916, il remplace le général Mikhail Alekseïev comme chef d'Etat-Major de l'armée impériale russe à la Stavka de Moguilev. Puis de mars à juin 1917, il commande le Front russe de l'Ouest.
Après la Révolution russe en 1917, il est relevé de ses fonctions. Il est emprisonné durant deux mois à la forteresse Forteresse Pierre-et-Paul à Saint-Pétersbourg. En septembre 1917, il réussit à s’exiler en Angleterre. Il s'installe en 1919, en Italie.
Vassili Gourko, est président du comité parlementaire russe ayant son siège à Paris. Il participe au Congrès de l'émigration russe ou Congrès mondial russe, qui a eu lieu à Paris à l'Hôtel Majestic du 4 avril au 11 avril 1926, organisé à l'initiative de Pierre Struve, où il fait un rapport sur la question des terres.

## Décorations
- Ordre de Saint-Stanislas 3e classe (1894) ; 2e classe (1905) ; 1re classe (1908)
- Ordre de Sainte-Anne, 3e classe (1896) ; 2e classe (1905)
- Ordre de Saint-Vladimir, 4e classe (1901) ; 3e classe (1905)
- Épée d'or « pour bravoure » (1905)
- Ordre de Saint-Georges, 4e classe (1914) ; 3e classe (1915)

## Œuvre
- Memories and impressions on war and revolution in Russia: 1914-1917, Londres, John Murray, 1918 (édité au Royaume-Uni en 1918).
  - War and revolution in Russia, 1914-1917, Macmillan, 1919 (édité aux Etats-Unis en 1919).